# Liste des évêques de Veroli
Cette liste recense les évêques qui se sont succédé sur le siège de Veroli. En 1956, la congrégation pour les évêques ordonne l'ajout de Frosinone au nom de Veroli avec le nouveau titre de diocèse de Veroli-Frosinone. En 1973, Mgr Federici est nommé évêque des diocèses de Veroli-Frosinone et de Ferentino les unissant in persona episcopi. Les deux diocèses sont pleinement unis en 1986 et la nouvelle circonscription prend le nom de diocèse de Frosinone-Veroli-Ferentino avec évêché à Frosinone.

## Évêques de Veroli
- Saint Mauro 40
- Martin vers 743
- Arnaldo 853
- Ildebrando 861-871
- Jean Ier 959
- Serge 1024
- Gérard 1036
- Benoît Ier 1049
- Placide 1057
- Jean II 1066
- Onesto 1070
- Albert 1074
- Augustin 1106
- Leto Ier 1111
- Étienne 1134
- Léon 1140
- Framondo 1160
- Ambrogio 1181
- Robert 1188
- Oddon 1190
- Leto II 1212
- Jean III 1224
- Jean IV 1252
- Jean V Gioffredi 1253
- Andrea 1259
- Gregorio 1261
- Loterio 1280
- Tommaso 1317
- Adiutorio 1331
- Guido 1355
- Jean VI 1363
- Gianfrancesco de Bellanti 1384
- Bartolomeo 1422
- Benedetto II 1427
- Clemente Bartolomei 1457
- Angelo Martino De Caccia 1468
- Urbano 1471
- Giovanni Paolo Ponziani 1503
- Ennio Filonardi (1503-1538)
- Ennio Filonardi 1538
- Antonio Filonardi 1560
- Benedetto III Salino 1567
- Ortensio Battisti 1594
- Eugenio Fucci 1608
- Girolamo Asteo 1626
- Baglione Carradore 1628
- Vincenzo Lanteri 1651
- Alessandro Argoli 1655
- Francesco Angelucci 1660
- Riccardo Annibaleschi 1675
- Domenico De Zaulis 1690
- Ludovico Anselmo Gualterio 1708
- Lorenzo Tartagni 1715
- Pietro Saverio Antonini 1751
- Giovanni Battista Giacobini 1761
- Antonio De Rossi 1786
- Francesco Maria Cipriani OSB (1814-1843)
- Mariano Venturi 1844
- Fortunato Maurizi 1854
- Luigi Zannini 1857
- Giov. Battista II Maneschi 1868
- Paolo Fioravanti 1891
- Luigi Fantozzi (1909-1931)
- Francesco de Filippis (1931-1942)
- Emilio Baroncelli (1943-1955)
- Carlo Livraghi (1956-1962)
- Luigi Morstabilini (1962-1964)
- Giuseppe Marafini (1964-1973)
- Michele Federici (1973-1980)